# 水崇龐
水崇龐（？年—？年），字？，江蘇省淮安府阜寧縣人，宣統三年進士。

## 生平
- 光緒三十三年（1907年）春，入學北洋大學堂工科土木工學門甲班生[2]，宣統二年畢業。
- 宣統二年，北洋大學堂預科補習期滿，獎給拔貢生[3]
- 宣統二年十月，學部會考北洋大學堂畢業學生，水崇龐得67.73分，考列中等[4]。
- 宣統二年十一月初九日己酉（1910年12月10日），因現在丁憂期內，應俟服闋後再行帶領引見[5]。
- 宣統三年四月，補行帶領引見，賞給進士出身，以主事分部儘先補用[6]。
- 宣統三年，分郵傳部主事補用[7]。